# دياد
الدياد لفظ يوناني يدل على الثنائية ويطلق على زوجية المبادئ المفسرة للكون. والديادي هو الثنائي، ويطلق على العلاقات المنطقية المتصورة بين حدين بخلاف العلاقات المتصورة بين ثلاثة حدود، أو أربعة حدود، أو أكثر، فهي ثلاثية أو رباعية الخ.